# Älvdalens porfyrverk
Denna artikel behandlar Gamla porfyrverket i Älvdalen. För Nya Porfyrverket, se Älvdalens Nya Porfyrverk

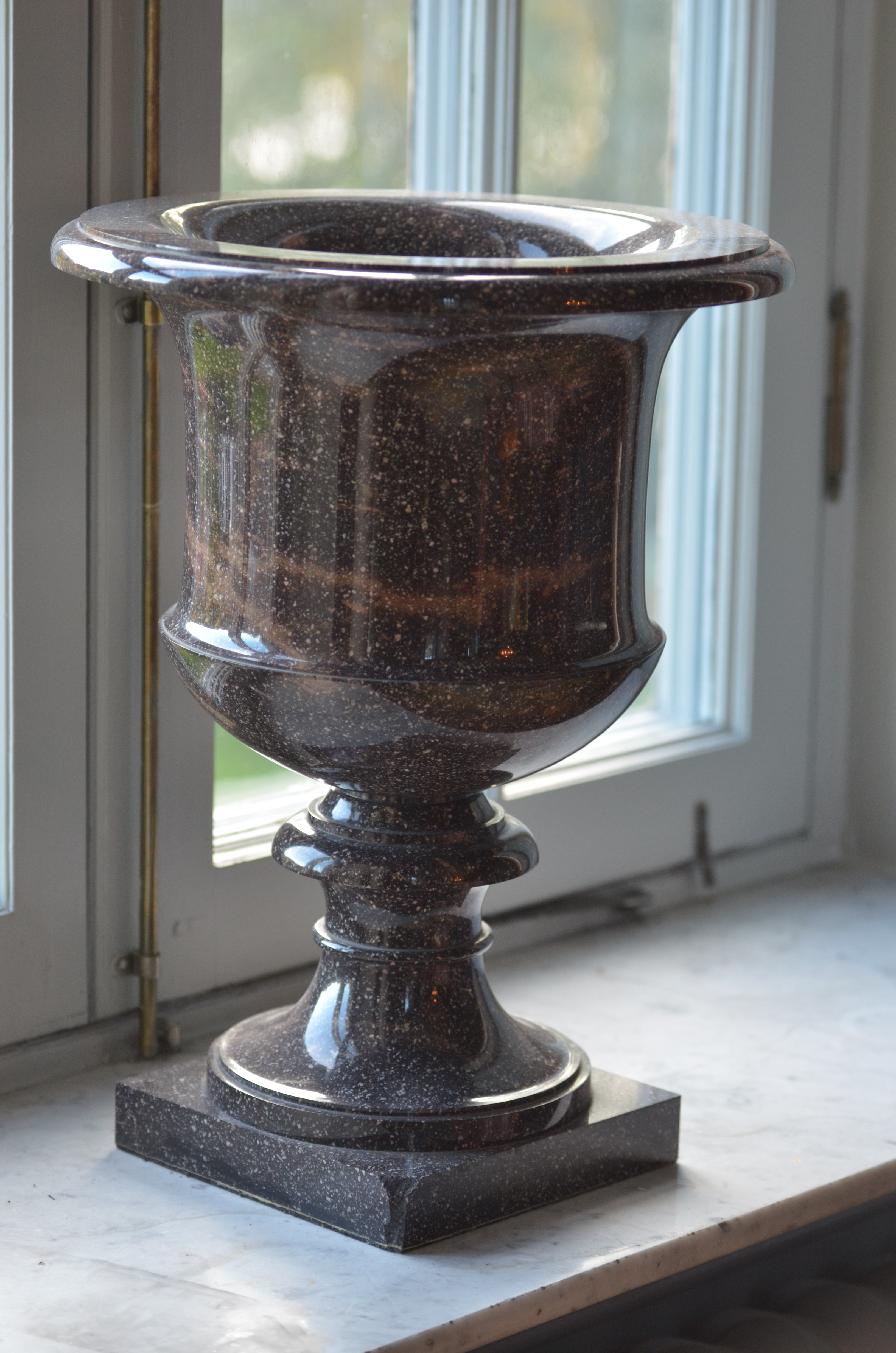
Pjäs från Älvdalens porfyrverk i älvdalsporfyr, troligen från Blyberget, på Kungliga Vetenskapsakademien i Stockholm

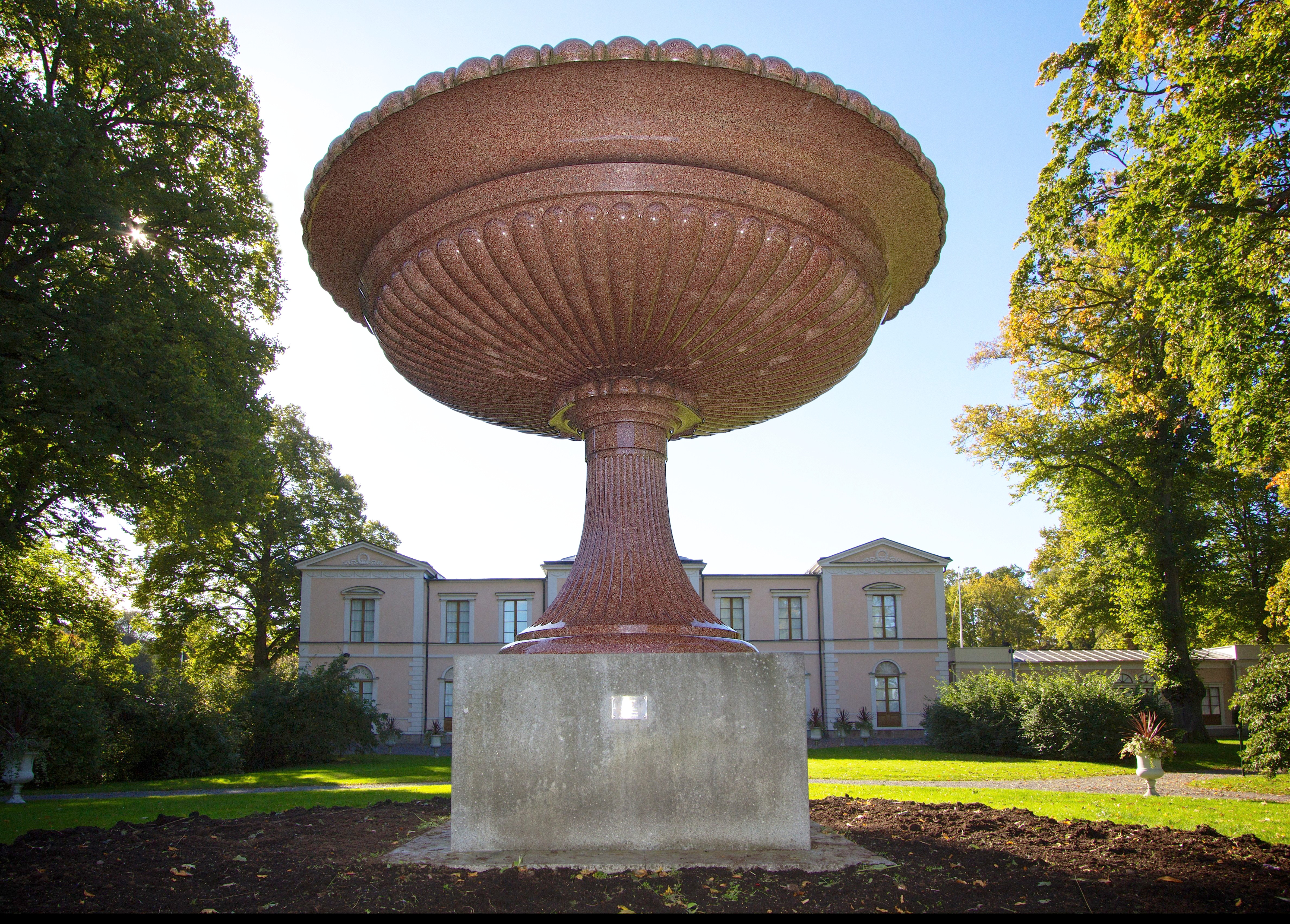
Rosendalsvasen i garbergsgranit från Älvdalens porfyrverk vid Rosendals slott i Stockholm, 1825

Älvdalens porfyrverk, numera benämnt Gamla porfyrverket, var en stenindustri vid byn Näset i Älvdalens kommun som fungerade från 1785 till 1885.
Kyrkoherden i Älvdalens församling 1715–44 Eric Näsman rapporterade 1730  om ”en bergart med röda fläckar isprängd, liknande Jaspis”. Bergskollegium lät med anledning därav företa undersökningar 1731. Den beskrevs 1739 som: "... den rödacktiga hårda marmoren med hvitletta korn eller gryn insprengd kallas Porphyr, warande den så hård at knapt något jern därpå biter." Carl von Linné omnämnde dalaporfyren i sin Dalaresa 1734. Porfyren uppmärksammades också av mineralogen Daniel Tilas 1742 och den finns också omtalad i Axel Fredrik Cronstedts Mineralhistoria över Wästmanland och Dalarne, utgiven 1750. 

## Verkets första tid 1785-1811
Mot bakgrund av en svår hungersnöd i trakten tog riksrådet Nils Adam Bielke 1785 initiativ till en porfyrbaserad stenidustri och ett bolag bildades. År 1787 slipades i Eskilstuna en urna i porfyr från Rännåsen, som lämnades över till Gustav III. År 1788 bildades det Bergskollegium underställda Aktiebolaget Elfdalens Porphyrverk och Erik Hagström blev styresman och fick i uppdrag att konstruera och bygga ett porfyrverk. Året därpå var huvudbyggnaden uppförd och fabriken i drift. 
På fabriksområdet vid byn Näset norr om Älvdalen fanns vid sekelskiftet 1700/1800 25 byggnader: vattendrivna kvarnar, hackstugor, smedjor och flera bostadshus. Den största var slipverket i fyra våningar. I början av 1800-talet var 75 personer anställda. Arbetet var tidsödande: att såga upp ett 60 centimeter tjockt block till bordsskivor kunde ta upp till ett år. En cylindrisk smörask med lock krävde sex tolvtimmars arbetspass. 1811 begärde Hagström avsked, varefter verket förföll och hamnade i ekonomiska svårigheter. 

## Bernadotte-tiden 1818-1857
Kort före sitt trontillträde 1818 köpte Karl XIV Johan personligen anläggningen. Kungahuset blev en stor kund med beställningar av bordsskivor, praktvaser och spisinramningar. Porfyrbrott fanns bland annat i Blyberget, Klittan, Dysberget, Brunsberget, Rännåsarna och Norderåsen samt vid Åsen, där det bröts röd garbergsgranit. I älven och vid dess stränder bröts i synnerhet den gröna porfyren. Karl Johans son Oscar I sålde 1857 porfyrverket till affärsmannen Gideon Arborelius. 

## Sista tiden 1857-1885
Arborelius avled 1866. Året därpå härjades porfyrverket av en eldsvåda då tre av de fyra sliphusen brann ned. 1885 lades anläggningen slutligen ned. De maskiner som återstod köptes in av andra företagare. År 1897 startade Frost Anders Andersson Älvdalens Nya Porfyrverk i Västäng i Älvdalen med utrustning från Gamla Porfyrverket. 

## Monumentalverk i urval
- Gravvården för Carl von Linné i Uppsala domkyrka
- Piedestalen till Gustav III:s staty i Stockholm, omkring 1808, i brunröd blybergsporfyr
- Vas i parken till Sommarpalatset i Sankt Petersburg i Ryssland, 1838
- Karl XIV Johans sarkofag i Riddarholmskyrkan i Stockholm, 1856, gjord i blekröd garbergsgranit
- Rosendalsvasen utanför Rosendals slott i Stockholm, 1825, gjord i röd garbergsgranit